# Saskatchewan Scotties Tournament of Hearts
Saskatchewan Scotties Tournament of Hearts – prowincjonalne mistrzostwa kobiet Saskatchewan w curlingu, zwycięska drużyna występuje jako reprezentacja prowincji na Tournament of Hearts. Pierwsza edycja miała miejsce w 1948, mistrzostwa kraju rozgrywane są od 1961.

## Nazwa turnieju
- SLCA (Saskatchewan Ladies Curling Association) Provincial Womens Champions: 1948–1982
- Scott Tournament of Hearts: 1983–1996
- SaskPower Scott Tournament of Hearts: 1997–2006
- SaskPower Scotties Tournament of Hearts: od 2007

## Mistrzynie Saskatchewan
| Rok  | Miasto        | Czwarta            | Trzecia          | Druga             | Otwierająca          | Pozycja na ToH |
| ---- | ------------- | ------------------ | ---------------- | ----------------- | -------------------- | -------------- |
| 1948 | Davidson      | J. Robertson       | Laura Kunkle     | Isabelle Sekulich | Kay Sekulich         | x              |
| 1949 | Saskatoon     | B. McDonald        | H. Braithwaite   | G. Graham         | W. Miller            | x              |
| 1950 | Saskatoon     | D. Walker          | Dot Bell         | C. Jones          | S. Cavil             | x              |
| 1951 | Prince Albert | Marj Olson         | R. McQuarrie     | C.W. Johnstone    | J. Jackson           | x              |
| 1952 | Saskatoon     | C. Spooner         | G. Sexsmith      | W. Barclay        | W. Dertell           | x              |
| 1953 | Regina        | Janet Perkin       | Phyllis Day      | Jean Graham       | Joyce Miller         | x              |
| 1954 | Saskatoon     | Joyce McKee        | Muriel Coben     | M. Johnson        | Vi Nesbitt           | x              |
| 1955 | Prince Albert | Marj Olson         | Isobel Hill      | Mary Reed         | Flo Jackson          | x              |
| 1956 | Moose Jaw     | Ellen Grigg        | Dot Crippen      | E. Paterson       | Millie Binner        | x              |
| 1957 | Bradwell      | P. Baldwin         | Y. Lindberg      | E. Schwanbeck     | D. England           | x              |
| 1958 | Yorkton       | Donna Mathews      | Ella Baker       | A. Park           | R. Davidson          | x              |
| 1959 | Regina        | Janet Perkin       | Win Rogers       | Joyce Miller      | B. Malesh            | x              |
| 1960 | Saskatoon     | Joyce McKee        | Sylvia Fedoruk   | Donna Belding     | Muriel. Coben        | x              |
| 1961 | Saskatoon     | Joyce McKee        | Sylvia Fedoruk   | Barb MacNevin     | Rosa McFee           |                |
| 1962 | Saskatoon     | Joyce McKee        | Sylvia Fedoruk   | Barb MacNevin     | Rosa McFee           |                |
| 1963 | Moose Jaw     | Millie Binner      | Val Starrak      | Peg Johnson       | Jean Balderston      | 5.             |
| 1964 | Regina        | Janet Perkin       | Kay Krug         | Joyce Miller      | Doreen Thomas        | 5.             |
| 1965 | Delisle       | Barbara MacNevin   | Fay Coben        | Florence Hill     | Avis Carr            | 6.             |
| 1966 | Delisle       | Barbara MacNevin   | Fay Coben        | Florence Hill     | Avis Carr            |                |
| 1967 | Regina        | Betty Clarke       | Enid Anderson    | Jean Broeder      | Bev Langton          | 5.             |
| 1968 | Delisle       | Barbara MacNiven   | Fay Coben        | Florence Hill     | Avis Carr            |                |
| 1969 | Saskatoon     | Joyce McKee        | Vera Pezer       | Lee Morrison      | Jennifer Falk        |                |
| 1970 | Saskatoon     | Dorenda Schoenhals | Cheryl Stirton   | Linda Burnham     | Joan Anderson        |                |
| 1971 | Saskatoon     | Vera Pezer         | Sheila Rowan     | Joyce McKee       | Lee Morrison         |                |
| 1972 | Saskatoon     | Vera Pezer         | Sheila Rowan     | Joyce McKee       | Lee Morrison         |                |
| 1973 | Saskatoon     | Vera Pezer         | Sheila Rowan     | Joyce McKee       | Lee Morrison         |                |
| 1974 | Saskatoon     | Emily Farnham      | Linda Saunders   | Patricia McBeath  | Donna Collins        |                |
| 1975 | Regina        | Marj Mitchell      | Kenda Richards   | Nancy Kerr        | Florence Sanna       |                |
| 1976 | Weyburn       | Delores Miller     | Gaby Kot         | Margaret Woodard  | Jean Lowenberger     | 4.             |
| 1977 | Prince Albert | Crystal Brunas     | Bonnie Brandon   | Pam Ochitwa       | Sharon Kvinlaug      | 6.             |
| 1978 | Saskatoon     | Charlene Goodwin   | Holly Webster    | Nancy Bint        | Betty Fairweather    | 10.            |
| 1979 | Saskatoon     | Barb Despins       | Lynn Fuller      | Elaine Farkas     | Diane Lynn           | 6.             |
| 1980 | Regina        | Marj Mitchell      | Nancy Kerr       | Shirley McKendry  | Wendy Leach          |                |
| 1981 | Wadena        | Susan Altman       | Gloria Leach     | Delores Syrota    | Joan Sweatman        | 7.             |
| 1982 | Regina        | Arleen Day         | Shirley McKendry | Velva Squire      | Dorothy Hepper       | 4.             |
| 1983 | Saskatoon     | Sheila Rowan       | Jean MacLean     | Judy Sefton       | Lillian Martin       | 7.             |
| 1984 | Saskatoon     | Lori McGeary       | Gillian Thompson | Chris Gervais     | Alison Earl          | 4.             |
| 1985 | Saskatoon     | Sheila Rowan       | Jean MacLean     | Maureen Burkitt   | Eileen Wilson        | 8.             |
| 1986 | Saskatoon     | Lori McGeary       | Gillian Thompson | Chris Gervais     | Alison Earl          | 4.             |
| 1987 | Regina        | Kathy Fahlman      | Sandra Schmirler | Jan Betker        | Sheila Schneider     | 4.             |
| 1988 | Regina        | Michelle Schneider | Joan Herauf      | Lorie Kehler      | Leanne Eberle        |                |
| 1989 | Regina        | Michelle Schneider | Joan Herauf      | Lorie Kehler      | Leanne Eberle        |                |
| 1990 | Regina        | Michelle Schneider | Kathy Fahlman    | Joan Stricker     | Lorie Kehler         | 6.             |
| 1991 | Regina        | Sandra Peterson    | Jan Betker       | Joan Inglis       | Marcia Schiml        | 4.             |
| 1992 | Regina        | Michelle Schneider | Kathy Fahlman    | Joan Stricker     | Lorie Kehler         | 4.             |
| 1993 | Regina        | Sandra Peterson    | Jan Betker       | Joan McCusker     | Marcia Gudereit      |                |
| 1994 | Prince Albert | Sherry Anderson    | Kay Montgomery   | Donna Gignac      | Elaine McCloy        |                |
| 1995 | Prince Albert | Sherry Anderson    | Kay Montgomery   | Donna Gignac      | Elaine McCloy        | 7.             |
| 1996 | Saskatoon     | Sherry Sheirich    | Colleen Zielke   | Sandra Mulroney   | Judy Leonard         | 4.             |
| 1997 | Regina        | Sandra Schmirler   | Jan Betker       | Joan McCusker     | Marcia Gudereit      |                |
| 1998 | Regina        | Cathy Trowell      | Kristy Lewis     | Karen Daku        | Keri-Lynn Schikowski | 5.             |
| 1999 | Moose Jaw     | Cindy Street       | Brandee Davis    | Allison Tanner    | Shannon Wilson       | 4.             |
| 2000 | Regina        | June Campbell      | Cathy Walter     | Karen Daku        | Leanne Whitrow       | 4.             |
| 2001 | Regina        | Michelle Ridgway   | Lorie Kehler     | Roberta Materi    | Joan Stricker        | 8.             |
| 2002 | Delisle       | Sherry Anderson    | Kim Hodson       | Sandra Mulroney   | Donna Gignac         |                |
| 2003 | Regina        | Jan Betker         | Sherry Linton    | Joan McCusker     | Marcia Gudereit      | 4.             |
| 2004 | Delisle       | Sherry Anderson    | Kim Hodson       | Sandra Mulroney   | Donna Gignac         | 5.             |
| 2005 | Saskatoon     | Stefanie Lawton    | Marliese Miller  | Sherri Singler    | Chelsey Bell         | 4.             |
| 2006 | Saskatoon     | Tracy Streifel     | Ros Tanner       | Kristen Ridalls   | Andrea Rudulier      | 12.            |
| 2007 | Regina        | Jan Betker         | Lana Vey         | Nancy Inglis      | Marcia Gudereit      |                |
| 2008 | Regina        | Michelle Englot    | Darlene Kidd     | Roberta Materi    | Cindy Simmons        | 7.             |
| 2009 | Saskatoon     | Stefanie Lawton    | Marliese Kasner  | Sherri Singler    | Lana Vey             | 4.             |
| 2010 | Kronau        | Amber Holland      | Kim Schneider    | Tammy Schneider   | Heather Kalenchuk    | 6.             |
| 2011 | Kronau        | Amber Holland      | Kim Schneider    | Tammy Schneider   | Heather Kalenchuk    |                |
| 2012 | Regina        | Michelle Englot    | Lana Vey         | Roberta Materi    | Sarah Slywka         | 6.             |
| 2013 | Maidstone     | Jill Shumay        | Kara Johnston    | Taryn Holtby      | Jinaye Ayrey         | 5.             |
| 2014 | Saskatoon     | Stefanie Lawton    | Sherry Anderson  | Sherri Singler    | Marliese Kasner      | 4.             |
| 2015 | Saskatoon     | Stefanie Lawton    | Sherry Anderson  | Sherri Singler    | Marliese Kasner      | 4.             |

## Reprezentacja Saskatchewan na Tournament of Hearts i mistrzostwach świata
Saskatchewan jest najbardziej utytułowaną prowincją w mistrzostwach Kanady kobiet, reprezentacje zdobyły łącznie 11 złotych medali. 5 razy przegrywały w finale, 4-krotnie zdobywały brązowe medale.
Zawodniczki triumfowały już w pierwszych mistrzostwach. Były także niepokonane w latach 1969-1974. 4 razy występowały na mistrzostwach świata organizowanych od 1979. W każdych z zawodów zdobywały medale, łącznie 3 złote i 1 srebrny. Tytuły mistrzyń świata wywalczyły w 1980 Marj Mitchell, w latach 1993 i 1997 Sandra Schmirler. W 2011 Amber Holland nie zdołała pokonać w decydującym meczu Anette Norberg ze Szwecji.